# Vzpírání na Letních olympijských hrách 2008 – muži do 62 kg
Vzpěrači do 62 kg soutěžili na Letních olympijských hrách 2008 11. srpna 2008. V kategorii startovalo 17 závodníků z 15 zemí; závod dokončilo a klasifikováno bylo 12 z nich. Olympijským šampiónem se stal Číňan Čang Siang-siang. V soutěži plné výpadků hlavních kandidátů na medaile s přehledem vyhrál o 14 kg. Posledním pokusem dokonce útočil na světové rekordy v nadhozu a dvojboji, avšak neúspěšně. Stříbro poměrně překvapivě bral Kolumbijec Diego Salazar.

## Program
Pozn.: Pekingského času (UTC+8)
| Datum                   | Čas         | Skupina |
| ----------------------- | ----------- | ------- |
| Pondělí, 11. srpna 2008 | 10:00–12:00 | B       |
| Pondělí, 11. srpna 2008 | 19:00–21:00 | A       |

## Přehled rekordů
Pozn.: Platné před začátkem soutěže
| Druh rekordu              | Disciplína | Držitel             | Výkon  |
| ------------------------- | ---------- | ------------------- | ------ |
| Světové rekordy           | Trh        | Š' Č'-jung          | 153 kg |
| Světové rekordy           | Nadhoz     | Le Mao-šeng         | 182 kg |
| Světové rekordy           | Dvojboj    | Čang Ťie            | 326 kg |
| Olympijské rekordy        | Trh        | Š' Č'-jung          | 152 kg |
| Olympijské rekordy        | Nadhoz     | Olympijský standard | 177 kg |
| Olympijské rekordy        | Dvojboj    | Nikolaj Pešalov     | 325 kg |
| Světové juniorské rekordy | Trh        | Š' Č'-jung          | 152 kg |
| Světové juniorské rekordy | Nadhoz     | Jang Fan            | 177 kg |
| Světové juniorské rekordy | Dvojboj    | Š' Č'-jung          | 322 kg |

## Startovní listina
| Poř.                        | Závodník                     | Stát          | Těl. hm. [kg] |       | Trh [kg] | Trh [kg] | Trh [kg] |       | Nadhoz [kg] | Nadhoz [kg] | Nadhoz [kg] |  | Výsledek [kg] |
| --------------------------- | ---------------------------- | ------------- | ------------- | ----- | -------- | -------- | -------- | ----- | ----------- | ----------- | ----------- |  | ------------- |
| Poř.                        | Závodník                     | Stát          | Těl. hm. [kg] | 1. p. | 2. p.    | 3. p.    | 1. p.    | 2. p. | 3. p.       |             |             |  | Výsledek [kg] |
| Zlatá olympijská medaile    | Čang Siang-siang             | Čína          | 61,91         |       | 139      | 143      | 143      |       | 169         | 176         | 184         |  | 319           |
| Stříbrná olympijská medaile | Diego Salazar                | Kolumbie      | 61,47         |       | 132      | 136      | 138      |       | 163         | 165         | 167         |  | 305           |
| Bronzová olympijská medaile | Triyatno                     | Indonésie     | 61,90         |       | 133      | 135      | 135      |       | 163         | 163         | 163         |  | 298           |
| 4.                          | Victor Antoniu Buci          | Rumunsko      | 61,66         |       | 126      | 130      | 130      |       | 161         | 165         | 168         |  | 295           |
| 5.                          | Phaisan Hansawong [zápis?]   | Thajsko       | 61,60         |       | 132      | 135      | 135      |       | 162         | 162         | 166         |  | 294           |
| 6.                          | Lázaro Ruiz                  | Kuba          | 61,75         |       | 128      | 132      | 135      |       | 162         | 168         | 168         |  | 294           |
| 7.                          | Tolkunbek Hudajbergenov      | Turkmenistán  | 61,96         |       | 126      | 126      | 131      |       | 162         | 170         | 170         |  | 288           |
| 8.                          | Mohammad Abd Elbaki [zápis?] | Egypt         | 62,00         |       | 129      | 129      | 129      |       | 155         | 159         | 164         |  | 288           |
| 9.                          | Jang Šeng-siung              | Tchaj-wan     | 61,97         |       | 125      | 130      | 134      |       | 151         | 157         | 163         |  | 287           |
| 10.                         | Henadz Machvjajenja          | Bělorusko     | 61,95         |       | 120      | 128      | 128      |       | 150         | 156         | 156         |  | 278           |
| 11.                         | Manuel Minginfel             | Mikronésie    | 61,69         |       | 115      | 120      | 123      |       | 145         | 150         | 155         |  | 275           |
| 12.                         | Jasvir Singh                 | Kanada        | 61,67         |       | 110      | 115      | 118      |       | 145         | 151         | 156         |  | 266           |
|                             | Im Jong-su [zápis?]          | Severní Korea | 61,60         |       | 138      | 138      | 140      |       | 168         | 168         | 168         |  |               |
|                             | Óscar Figueroa               | Kolumbie      | 61,66         |       | 128      | 128      | 128      |       |             |             |             |  |               |
|                             | Dži Hun-min [zápis?]         | Jižní Korea   | 61,91         |       | 137      | 140      | 142      |       | 161         | 161         | 161         |  |               |
|                             | Umurbek Bazarbajev           | Turkmenistán  | 61,96         |       | 133      | 136      | 137      |       | 160         | 160         | 162         |  |               |
|                             | Sərdar Həsənov               | Ázerbájdžán   | 61,96         |       | 128      | 128      | 128      |       | 152         | 152         | 152         |  |               |